# Haarlemmermeer
Haarlemmermeer je okres v nizozemské provincii Severní Holandsko. Žije zde přibližně 158 tisíc obyvatel. Leží na západě země nedaleko Severního moře, přičemž je tzv. polderem. Vznikl v 19. století a pojmenován byl po nizozemském městě Haarlem, přičemž název okresu doslova v překladu znamená "Harlemské jezero", což odráží skutečnost, že místo, kde se dnes obec nachází, bylo původně zcela zavodněné.  
Nejlidnatějším městem okresu je Hoofddorp, kde žije přibližně 77 tisíc obyvatel, přičemž města v okresu (další například Badhoevedorp nebo Nieuw-Vennep) jsou součástí Randstadské konurbace. V okresu leží významné letiště Amsterdam-Schiphol. Nadmořská výška okresu jsou čtyři metry pod hladinou moře. 